# Rosenhof (Dinkelsbühl)
Rosenhof ist ein Gemeindeteil der Großen Kreisstadt Dinkelsbühl im Landkreis Ansbach (Mittelfranken, Bayern). Rosenhof liegt in der Gemarkung Sinbronn.

## Geographie
Die Einöde liegt am Himmelreithbach, der ein rechter Zufluss der Sulzach ist. Im Westen grenzt ein kleines Waldgebiet an, ansonsten ist der Ort von Acker- und Grünland umgeben. Im Südosten wird die Flur Stockfeld genannt. 0,75 km westlich erhebt sich der Zankenberg (510 m ü. NHN). Ein Anliegerweg führt 0,6 km südlich zu einer Gemeindeverbindungsstraße, die westlich nach Bernhardswend bzw. östlich nach Dorfkemmathen zur Kreisstraße AN 41 verläuft.

## Geschichte
Der Ort hieß ursprünglich Fallhaus und diente als Abdeckerei. Erst seit den 1970er Jahren heißt die Einöde Rosenhof. 
Im Jahr 1809 wurde Fallhaus infolge des Gemeindeedikts dem Steuerdistrikt und der Ruralgemeinde Sinbronn zugewiesen. Am 1. Mai 1978 wurde Fallhaus im Zuge der Gebietsreform in Bayern nach Dinkelsbühl eingegliedert.

## Einwohnerentwicklung
| Jahr      | 001818 | 001840 | 001861 | 001871 | 001885 | 001900 | 001925 | 001950 | 001961 | 001970 | 001987 |
| Einwohner | 14     | 11     | *      | 7      | 5      | 3      | 3      | 6      | 2      | 5      | 4      |
| Häuser    | 1      | 1      |        |        | 1      | 1      | 1      | 1      | 1      |        | 1      |
| Quelle    | [ 9 ]  | [ 10 ] | [ 11 ] | [ 12 ] | [ 13 ] | [ 14 ] | [ 15 ] | [ 16 ] | [ 17 ] | [ 18 ] | [ 1 ]  |

## Religion
Der Ort ist evangelisch-lutherisch geprägt und bis heute nach Zur Lieben Frau (Dorfkemmathen) gepfarrt. Die Katholiken sind nach St. Peter und Paul (Halsbach) gepfarrt.